# Партија комуниста Републике Молдавије
Партија комуниста Републике Молдавије (молд. Partidul Comuniştilor din Republica Moldova; рус. Партия коммунистов Республики Молдова) је парламентарна политичка партија која делује у Молдавији. Основана је 1993. године. Била је на власти од 2001. до 2009. године.
Иако се сматра наследницом молдавске комунистичке партије из совјетских времена и званично заговара комунизам, у пракси више спроводи социјалдемократску политику.

## Деловање
Основана је 1993, а као легална политичка партија регистрована 1994. године. Њен лидер је Владимир Вороњин.
На парламентраним изборима, одржаним марта 1998. године, партија је освојила 30,1% гласова, односно 40 посланичких места.
На парламентарним изборима 2004. године, партија је совојила 71 од 101 посланичког места, добивши 49,9% гласова.
Са подршком већине у пармаменту, Вороњин је изабран за новог председника Молдавије у априлу 2004. године. Уставни суд одредио је да председник земље у исто време може да буде и председник странка, па је Вороњин поновно изабран за лидера партије.
С комунистичком већином, нова влада је током свог мандата спровела приватизацију неколико државних фирми. Такође подупире европске интеграције и евентуални улазак Молдавије у Европску унију.
Након парламнетарних избора у априлу 2009. године, избили су грађански немири, па су избори поновљени 29. јула. На њима су комунисти освојили 44,7% гласова. партија је добила 48 места, а остатак је припао коалицији опозиционих странака (Савез за европску интеграцију).
На парламентарним изборима 2014. године освојила 17,48% гласова и припало јој је 21 место у парламенту.

## Галерија
- Гласови које је освојила ПКМ на парламентарним изборима у априлу 2009, по рејонима и срезовима.